# Ippon
Ippon (jap. 一本, doslovno "jedan puni bod") najveći je rezultat koji borac može postići u japanskom ippon-wazari natjecanju u borilačkim vještinama, obično: kendo, judo, karate ili džiju-džicu.

## Judo
U judu, ippon se može bodovati za bacanje, gušenje ili polugu. Za bacanja, četiri kriterija za dodjelu ipona su: brzina, sila, doskok na leđa i vješta kontrola do kraja doskoka. Za gušenja i poluge, ippon se boduje kada protivnik odustane ili je onesposobljen. Dva uzastopna waza-arija od strane istog sportaša također se zbrajaju u ippon (waza-ari awasete ippon). Ippon u judu često se uspoređuje s nokaut udarcem u boksu.

## Karate
U shobu ippon kumiteu, metodi karate natjecanja, ippon se dodjeljuje za tehniku koja se ocijeni odlučujućom. To je obično potez koji se povezuje čisto, s dobrom formom i s malo prilika za protivnika da se od njega obrani. Udarci nogom u glavu protivnika ili judo bacanja nakon kojih slijedi udarac u oborenog protivnika osobito će se vjerojatno smatrati pobjedničkom ippon tehnikom. Natjecatelj se proglašava pobjednikom nakon što postigne ocjenu ippon.
Povremeno se koristi shobu nihon kumite, u kojem su za pobjedu potrebna dva odlučujuća udarca (ili četiri manje odlučujuća udarca, koja se boduju kao waza-ari). Na mnogim turnirima koristi se sanbon bodovanje. Ovo promiče blještaviji stil borbe koji je atraktivniji za gledatelje. Tradicionalniji turniri obično koriste ippon bodovanje.